# Hear My Song
Hear My Song (deutscher Alternativtitel: Hear My Song – Ein Traum wird wahr) ist eine 1990–1991 entstandene Filmkomödie des britischen Regisseurs und Drehbuchautors Peter Chelsom. Sie basiert auf der authentischen Lebensgeschichte des irischen Tenors Josef „Joe“ Locke (1917–1999).

## Handlung
Liverpool, Anfang der 1980er Jahre: Der Varietémanager Micky O’Neill will seine Geldgeber davon überzeugen, das überschuldete Music Hall Theater „Heartly’s“ weiterhin über Wasser zu halten, indem er ihnen einen ganz speziellen Künstler verspricht: Joe Locke, der legendäre irische Tenor, der seit einer Steueraffäre vor 25 Jahren untergetaucht ist und seither keine Bühne mehr betreten hat und von dem niemand so recht weiß, wo er sich aufhält und ob er überhaupt noch lebt, soll im „Heartly’s“ sein Comeback feiern. Überraschend schnell kann Joe Locke engagiert werden, das Haus ist ausverkauft, das Publikum begeistert: das „Heartly’s“ und O’Neills Karriere als Theatermanager und Veranstalter scheint gesichert zu sein. Aber nicht nur musikbegeisterte Theatergänger, sondern auch die britische Steuerfahndung interessieren sich für den Star. Der vermeintliche „Joe Locke“ wird jedoch noch während des Debütabends von Kathleen Doyle, einer Schönheitskönigin aus den 1950er Jahren, mit der Joe seinerzeit eine Affäre hatte, als Hochstapler und Schwindler identifiziert.
Die Investoren springen ab, das „Heartly’s“ wird geschlossen, O’Neill steht, zudem noch verlassen von seiner Geliebten Nancy, vor den Trümmern seiner Existenz. Aber er will es noch einmal wissen und macht sich mit der Schiffsfähre auf den Weg nach Irland, um den wahren Joe Locke zu suchen. Mit Hilfe Fintan O’Donnells, eines Freundes, der ebenso als Veranstaltungsmanager arbeitet, gelingt es ihm tatsächlich, Joe Locke in der irischen Provinz auf einer Viehauktion aufzustöbern, sein Vertrauen zu gewinnen und ihn zu einem Comeback in Großbritannien zu überreden. Locke ist sich bewusst, dass eine Rückkehr nach Liverpool bedeutet, sich seiner Vergangenheit als Steuerhinterzieher und ehemaliger Geliebter von Kathleen Doyle zu stellen. Im „Heartly’s“, das inzwischen zu einer Ruine verkommen ist, gibt er einen fulminanten Konzertabend, an dessen Ende er von der Steuerpolizei verhaftet werden soll. Am Schluss kann Locke in der Menge des ihm akklamierenden Publikums verschwinden, worauf der „falsche“ Joe Locke verhaftet wird.

## Kritik
„Hear My Song“ ist ein spätes Produkt des New British Cinema, gehört zu den Filmen, die den Zuschauer in ein Wechselbad der Emotionen tauchen: man lacht, man weint, ist gerührt, bekommt eine Gänsehaut, und am Ende verlässt man das Kino mit einem guten Gefühl (epd Film, 8/1992), zitiert nach: Cimematographisches Calendarium, Juli 1993.

## Produktionsnotizen
Hear My Song startete in den deutschen Kinos am 13. August 1992. Er wurde innerhalb von sechs Wochen im County Clare, Irland abgedreht. Die Produktionskosten betrugen knapp zwei Millionen Pfund Sterling. Für seine Darstellung des Joe Locke wurde Ned Beatty 1992 für einen Golden Globe nominiert.